# Sphagnum weddelianum
Sphagnum weddelianum là một loài rêu trong họ Sphagnaceae. Loài này được Besch. ex Warnst. mô tả khoa học đầu tiên năm 1891.
Danh pháp khoa học của loài này chưa được làm sáng tỏ. 